# Epizoanthus stellaris
Epizoanthus stellaris — вид коралових поліпів родини Epizoanthidae ряду зоантарій (Zoantharia). Поширений в Індійському і Тихому океанах.